# Citrus Park (Floryda)
Citrus Park – jednostka osadnicza w Stanach Zjednoczonych, w stanie Floryda, w hrabstwie Hillsborough.